# De Ceuvel
De Ceuvel is een broedplaats op het terrein van een voormalige scheepswerf in Amsterdam-Noord. Voormalige woonboten op het land worden gebruikt als ateliers en werkplekken voor verscheidene creatieve en duurzame initiatieven. Tegelijkertijd reinigen planten de verontreinigde bodem middels fytoremediatie en wordt het terrein gebruikt voor het experimenteren met een breed scala aan groene technologieën. Het terrein heeft tevens een bed-and-breakfast en een cafe-restaurant dat bekend staat om haar duurzame aanpak. 
De Ceuvel is sinds eind november 2023 een zoöp. Een zoöp, of zoöperatie, is een organisatiemodel voor bedrijven, organisaties, instituten en projecten dat de belangen van niet-menselijk leven onderdeel maakt van de besluitvorming.

## Geschiedenis

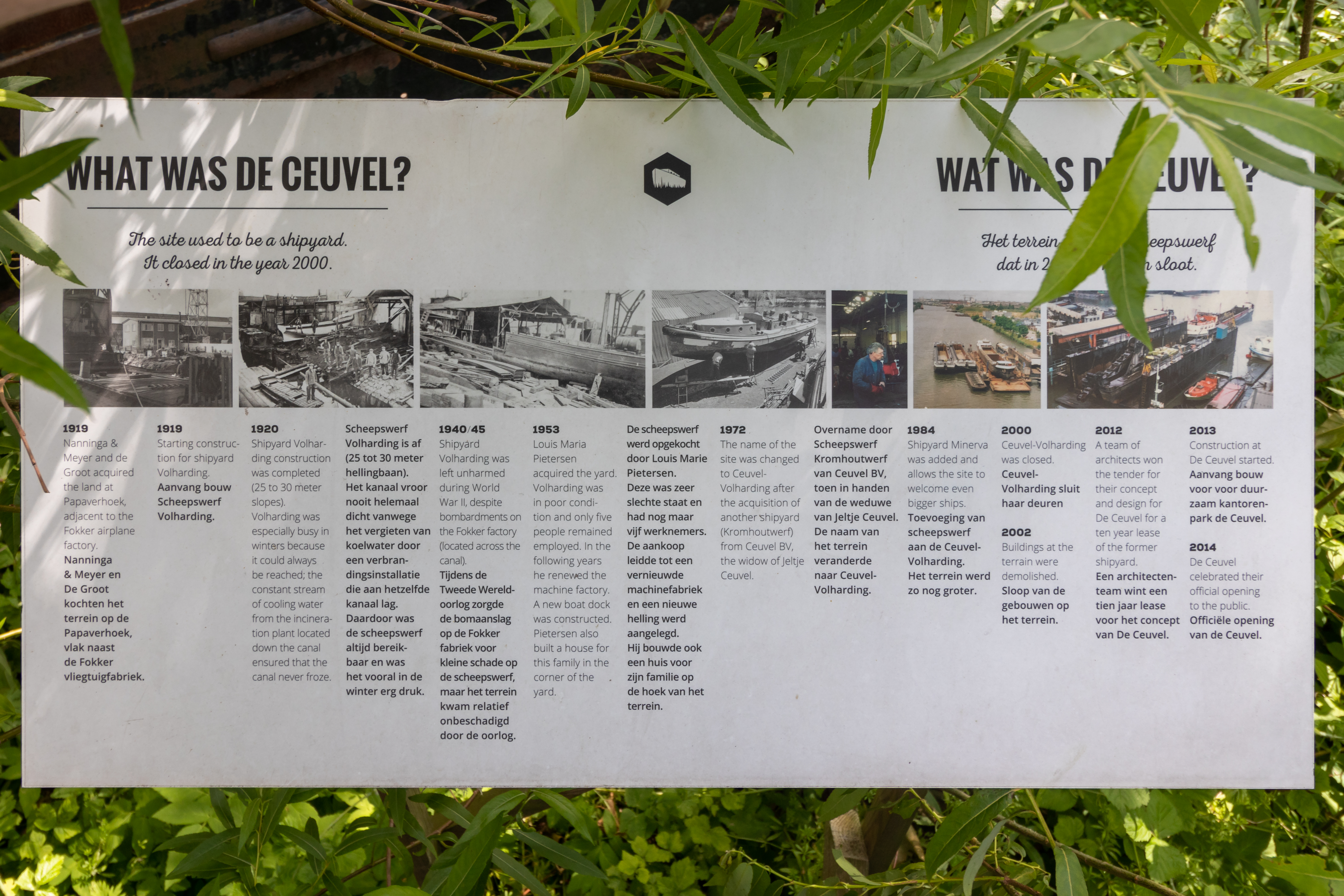
Tijdlijn met afbeeldingen op een informatiebord op het terrein

In 1919 werd aan de wal een scheepswerf gebouwd bij de Fokkerfabriek. Mede door het ijsvrije water bij de werf in de winter bloeide deze vanaf de jaren twintig op. Tijdens de Tweede Wereldoorlog werd het licht beschadigd door bommen die op de nabijgelegen Fokker-fabriek waren gevallen. In de jaren 50 kocht Louis Marie Pieterson de scheepswerf op in slechte financiële staat. Hij investeerde in een nieuwe machinekamer en een nieuwe pier en bouwde ook zijn privéhuis op het terrein van de scheepswerf. Begin jaren zeventig kocht de firma Ceuvel de faciliteit, die in de jaren daarna meerdere malen werd uitgebreid en vergroot. De werf sloot echter in 2000, onder andere wegens concurrentie en de plannen om een brug te bouwen die de toegang voor schepen zou beperken. De gebouwen van de scheepswerf zijn in 2002 gesloopt.
In 2012 won een team van architecten een tienjarige huurovereenkomst voor hun concept van een duurzaam kantorenpark De Ceuvel. Vanaf 2013 zijn er woonboten opgeleverd, uit het water gehesen en op het land gepositioneerd. Het terrein is in 2014 geopend.

## Terrein

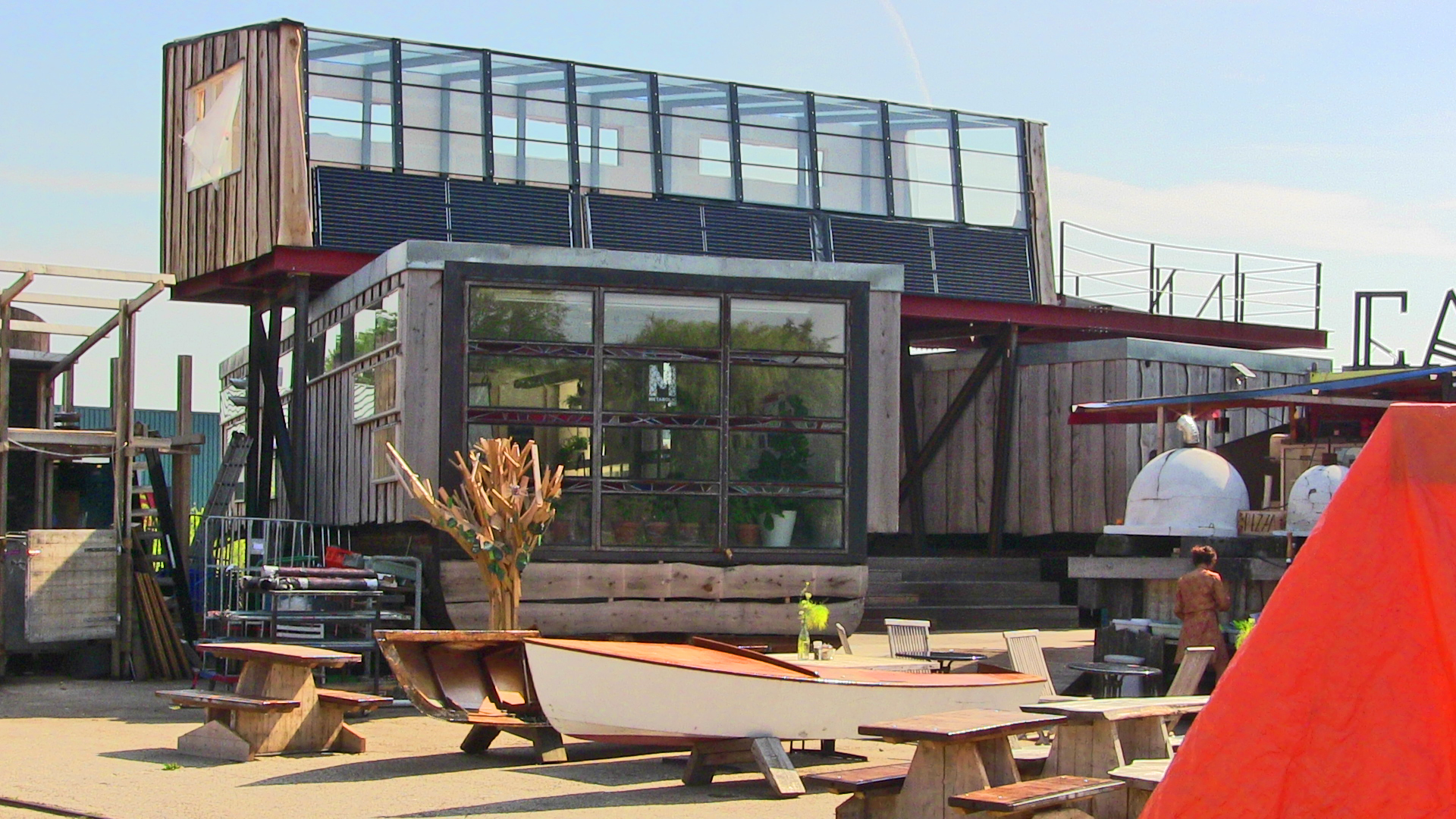
Omgebouwde woonboten in De Ceuvel

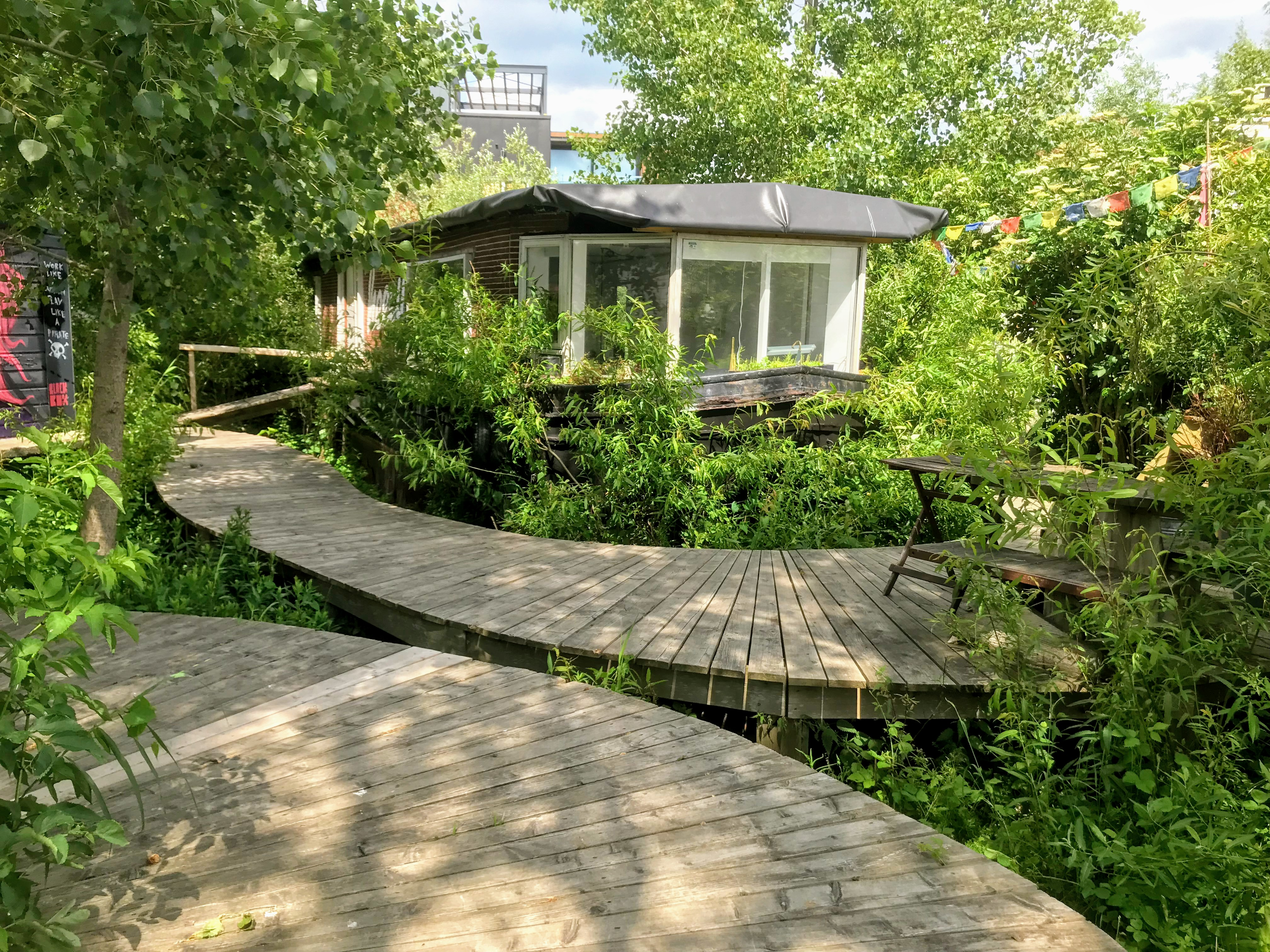
De boten worden verbonden door een steiger

De Ceuvel is een terrein van 1250 m² gelegen aan het Van Hasseltkanaal met 15 voormalige woonboten op het land. Door de bodemverontreiniging was het niet mogelijk om dieper dan 50 cm te graven voor funderingen of nutsleidingen, waardoor deze over het oppervlak lopen.
De boten werden omgebouwd tot kantoren, studio's en werkruimtes. De architecten, landschapsplanners en duurzaamheidsexperts kozen voor goedkope oplossingen om de boten grotendeels zelfvoorzienend te maken: er werd gebruik gemaakt van zonneverwarming, warmtewisselaars en composttoiletten, evenals het filteren en gebruiken van regenwater en plantaardige afvalwaterzuivering. Volgens de operators ligt het waterverbruik rond de 75 % lager dan een conventionele commerciële ruimte van deze omvang. Ook worden planten ingezet om de verontreinigde bodem te reinigen. Middels fytoremediatie halen ze giftige metalen uit de bodem.
De individuele woonboten zijn verbonden door een kronkelende, met planken beklede houten loopbrug. In het centrum van het gebied is er een café met terras en een bed & breakfast. De toekomstige bestemming van het terrein na tien jaar tussentijds gebruik is nog ongewis.

## Café de Ceuvel

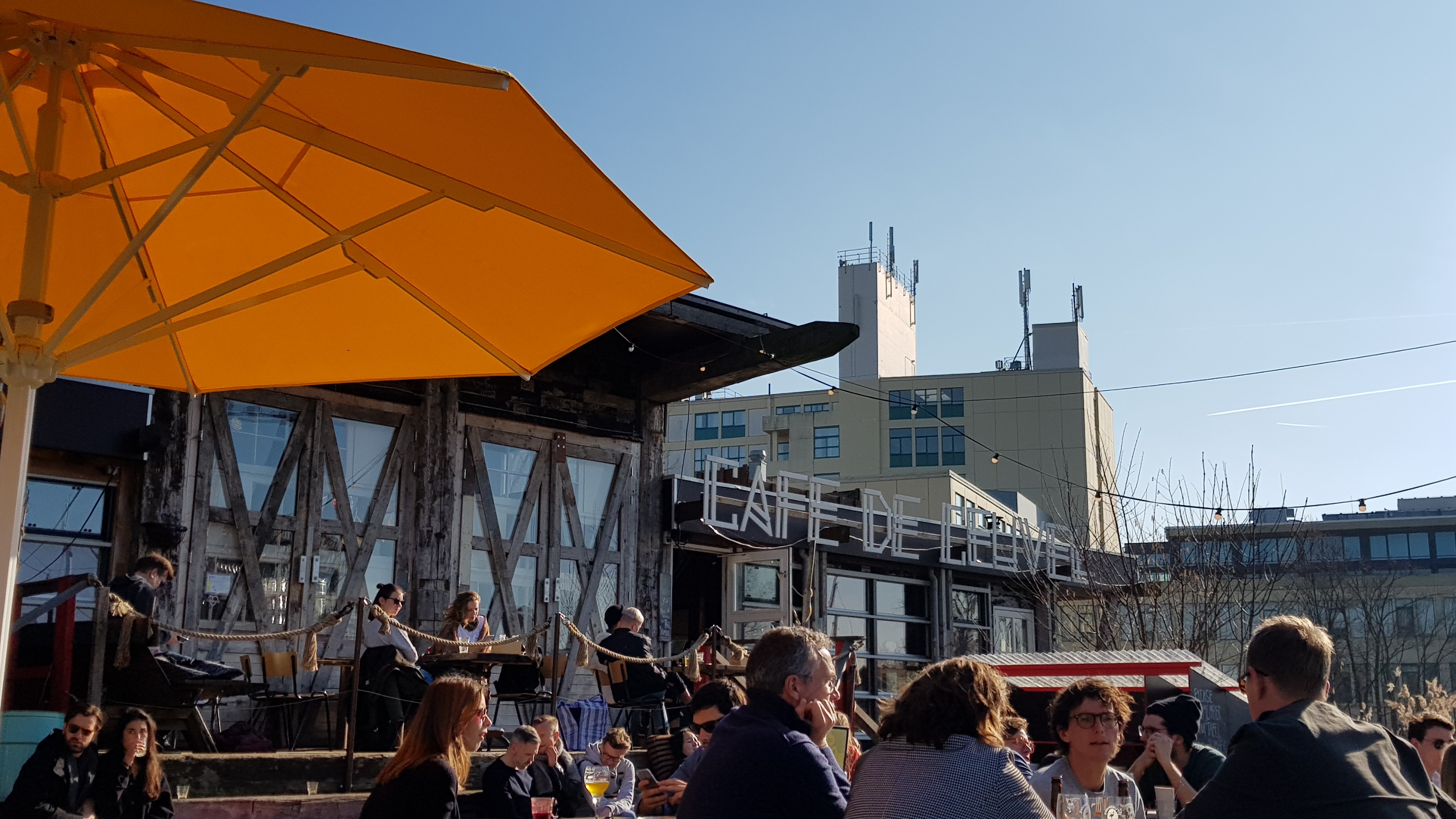
Café de Ceuvel

Het cafe-restaurant, ontworpen door architect Wouter Valkenier, is tevens gebouwd met hergebruikte materialen zoals een voormalige reddingsbrigade en 80-jaar-oude meerpalen. Het cafe is geprezen voor haar radicaal duurzame aanpak, waarbij deels wordt gekookt met ingrediënten uit een kas op het dak en er festivals worden georganiseerd rondom het thema. In 2017 maakte NTR een documentaire over het verhaal achter de toenmalige eigenaren. Het cafe kwam in 2021 in de krant doordat het middels een campagne het Pensioenfonds Horeca en Catering overtuigde om als eerste fonds van het land niet meer in fossiele brandstoffen te investeren.